# Неплюєве
Неплюєве — селище в Україні, у Ямпільській селищній громаді Шосткинського району Сумської області. Населення становить 18 осіб. До 2020 орган місцевого самоврядування — Ямпільська селищна рада.

## Географія
Селище Неплюєве розміщене на лівому березі річки Кремля, яка через 2 км впадає в річку Івотка, вище за течією на відстані 6 км розташоване село Дорошівка.Ниже за течією на відстані расташоване (смт Ямпіль)   Селище оточене великим лісовим масивом (сосна). Поруч проходить залізниця, станція Неплюєве.

## Історія
12 червня 2020 року, відповідно до розпорядження Кабінету Міністрів України № 723-р «Про визначення адміністративних центрів та затвердження територій територіальних громад Сумської області», селище увійшло до складу Ямпільської селищної громади.
19 липня 2020 року, в результаті адміністративно-територіальної реформи та ліквідації Ямпільського району, селище увійшло до складу новоутвореного Шосткинського району.

## Промисловість
Лісова промисловість, виробництво деревного вугілля.